# Широчанський район Катеринославського повіту
Широчанський або П'ятий район Катеринославського повіту - адміністративно - територіальна одиниця, що існувала на терені півдня Дніпровського району Дніпропетровської області й північного заходу Запорізького району Запорізької області у 1920 - 1923 роках. Районний центр - село Широке.

## Виникнення
Широчанський або П'ятий район було створено у 1920 р. До його складу увійшли Солонянська, Миколайпільська, Августинівська, Широчанська та Новопокровська волості.

## Розформування
Широчанський район було ліквідовано згідно постанови ВУЦВК від 7 березня 1923 р. разом з Катеринославським повітом.